# Pirada
Pirada – miasto w północnej Gwinei Bissau; w regionie Gabú; 2512 mieszkańców (2009).
Miasto znajduje się blisko granicy z Senegalem, stanowi ważny ośrodek handlu przygranicznego, funkcjonuje tu duże targowisko.

## Sektor Piada
Sektor o powierzchni 934 km² zamieszkuje 29837 osób (2009).
Siedziba sektora Pirada, cały sektor obejmuje 122 wioski i osady, wiele z nich to małe osady plemienne (Tabancas), na czele których stoi wódź lub tzw. król społeczności. Do największych wsi w sektorze należą:
- Amado lai (706 mieszkańców)
- Bajocunda (483 mieszkańców)
- Bassecunda (675 mieszkańców)
- Canjufa (1020 mieszkańców w dwóch osadach)
- Darsalame (796 mieszkańców)
- Durubali (708 mieszkańców)
- Pirada (2512 mieszkańców w czterech dzielnicach)
- Sintchã Botche (1356 mieszkańców w dwóch osadach)
- Soncocunda (672 mieszkańców)